# Венґрово
Венґрово (пол. Węgrowo, нім. Polnisch Wangerau) — село в Польщі, у гміні Ґрудзьондз Ґрудзьондзького повіту Куявсько-Поморського воєводства.
Населення — 490 осіб (2011).
У 1975-1998 роках село належало до Торунського воєводства.

## Демографія
Демографічна структура станом на 31 березня 2011 року:
|          | Загалом | Допрацездатний вік | Працездатний вік | Постпрацездатний вік |
| -------- | ------- | ------------------ | ---------------- | -------------------- |
| Чоловіки | 243     | 59                 | 169              | 15                   |
| Жінки    | 247     | 52                 | 157              | 38                   |
| Разом    | 490     | 111                | 326              | 53                   |